# 1388 Афродіта
1388 Афродіта (1935 SS, A914 TC, 1388 Aphrodite) — астероїд головного поясу, відкритий 24 вересня 1935 року.
Тіссеранів параметр щодо Юпітера — 3,211.